# Mörkgökbi
Mörkgökbi (Nomada fuscicornis) är en biart som beskrevs av Nylander 1848. Den ingår i släktet gökbin och familjen långtungebin. Inga underarter finns listade i Catalogue of Life.

## Beskrivning
Ett avlångt bi med övervägande svart kropp med undantag för de främre tergiterna, som är röda. Hos hanen (sällan hos honan) har tergiterna dessutom två gula fläckar var. Även benen är delvis röda. Kroppen är i huvudsak nästan hårlös, men tergiternas sidor är försedda med hårband. Kroppslängden är 5 till 7 mm.

## Ekologi
Mörkgökbiet bygger inga egna bon, utan larven lever som boparasit hos småfibblebi där den dödar ägget eller larven och lever på det insamlade matförrådet. Arten håller till i liknande habitat som värdarten, sandiga, ofta kraftigt markstörda områden (exempelvis militära övningsfält och vägrenar) med rik tillgång till blommande växter (för värdarten endast fibblor). Värdbiet kan även förekomma på andra sandrika biotoper, som diken, öppna, torra gräsmarker och ruderatmarker. Självt kan mörkgökbiet söka nektar på bland annat rotfibbla och blåmunkar. Det flyger mellan juli och september.

## Utbredning
Utbredningsområdet omfattar större delen av Europa med västgräns i Belgien österut till Kazakstan
I Sverige förekommer arten i Skåne, Halland, Blekinge, östra Småland och Öland. Den har tidigare funnits i Dalsland, men är numera lokalt utdöd där.
I Finland finns arten från sydkusten (med undantag för Åland) till mellersta/östra delarna av landet, med de nordligaste observationerna i Norra Savolax och Norra Karelen.
I Norden förekommer den även i Danmark.

## Status
Globalt är inte mörkgökbiet hotat, utan klassificerat som livskraftigt ("LC"). Detsamma gäller Finland, där arten inte heller är hotad, utan har samma klassificering (livskraftig). I Sverige blev biet däremot rödlistat som sårbart ("VU") 2015 och 2020. Det minskade tidigare kraftigt, och rödlistades som starkt hotad ("EN") 2005. Minskningen fortsätter, om än inte i lika hög takt, så rödlistningen ändrades till sårbar 2015. Då arten har höga krav på habitatet är igenväxning (i synnerhet orsakad av utebliven störning som minskad militär övningsaktivitet) ett hot. Förorening av nederbörden med kväveföreningar, något som påverkar födoväxterna, samt alltför tidig slåtter av vägrenar är ytterligare förklaringar till nedgången.